# His Athletic Wife
His Athletic Wife è un cortometraggio muto del 1913. Il nome del regista non viene riportato nei credit. Il film segna l'esordio sullo schermo di Wallace Beery, un attore che in seguito sarebbe diventato uno dei volti più noti di Hollywood e che avrebbe vinto nel 1931 il Premio Oscar.

## Produzione
Il film fu prodotto dalla Essanay Film Manufacturing Company.

## Distribuzione
Distribuito dalla General Film Company, il film - un cortometraggio di 150 metri - uscì nelle sale cinematografiche USA il 27 agosto 1913. Nelle proiezioni, veniva programmato con il sistema dello split reel, accorpato in un'unica bobina con un altro cortometraggio prodotto dalla Essanay, la commedia What Cupid Did.